# Игривый
Игривый, Тейкарса(а)ри, Тейкар-Сари (фин. Teikarsaari) – остров, расположенный в Выборгском заливе. Административно относится к Выборгскому району Ленинградской области. Ранее по-шведски назывался также Флегерё (Flegerö).

## География
Остров вытянут с северо-запада на юго-восток. У обеих его оконечностей лежат небольшие островки. Он низок и покрыт густым лесом. В центральной его части ближе к юго-западному берегу имеется озеро. Юго-восточной оконечностью Игривого является мыс Тейкарниеми.

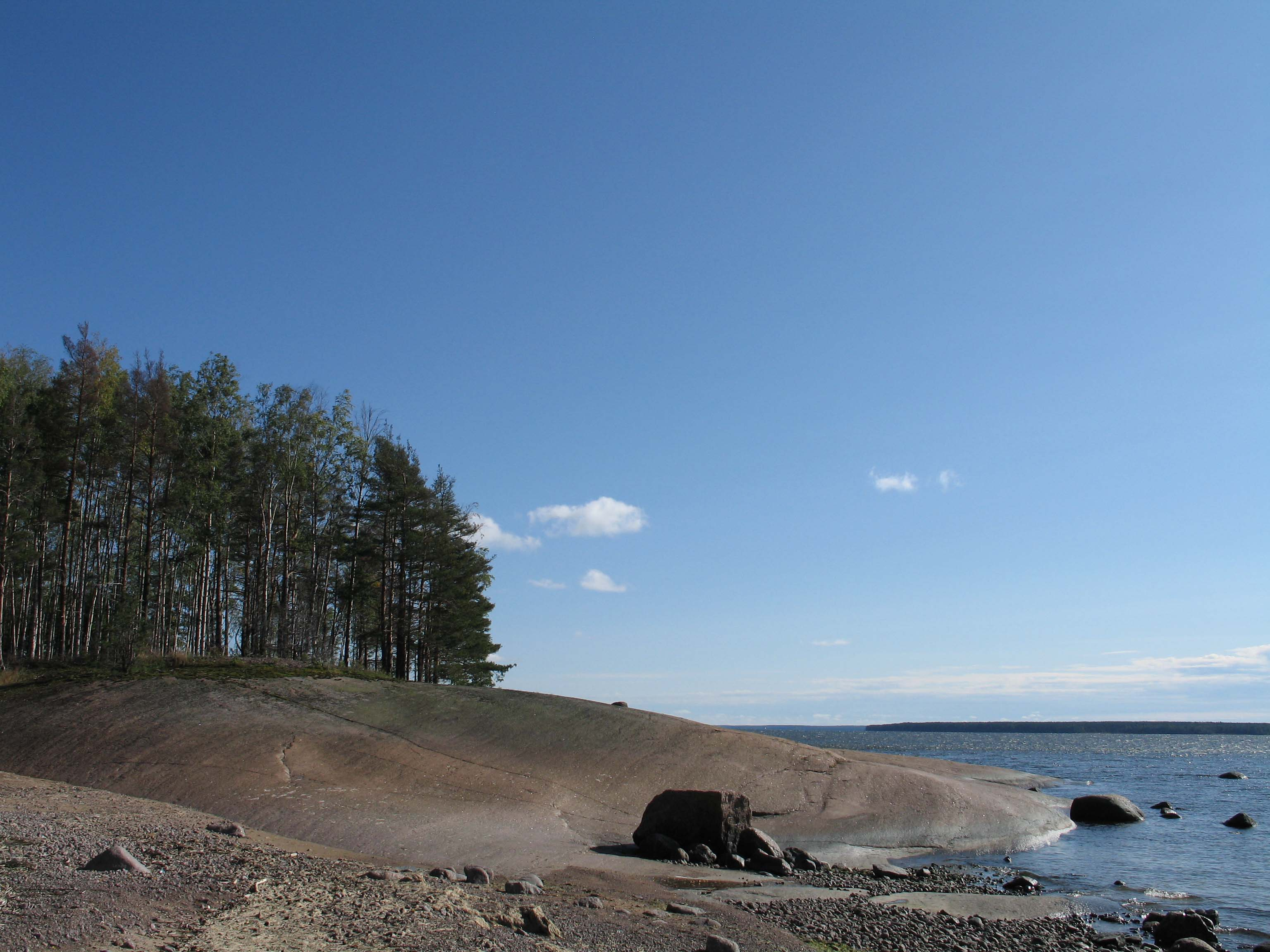
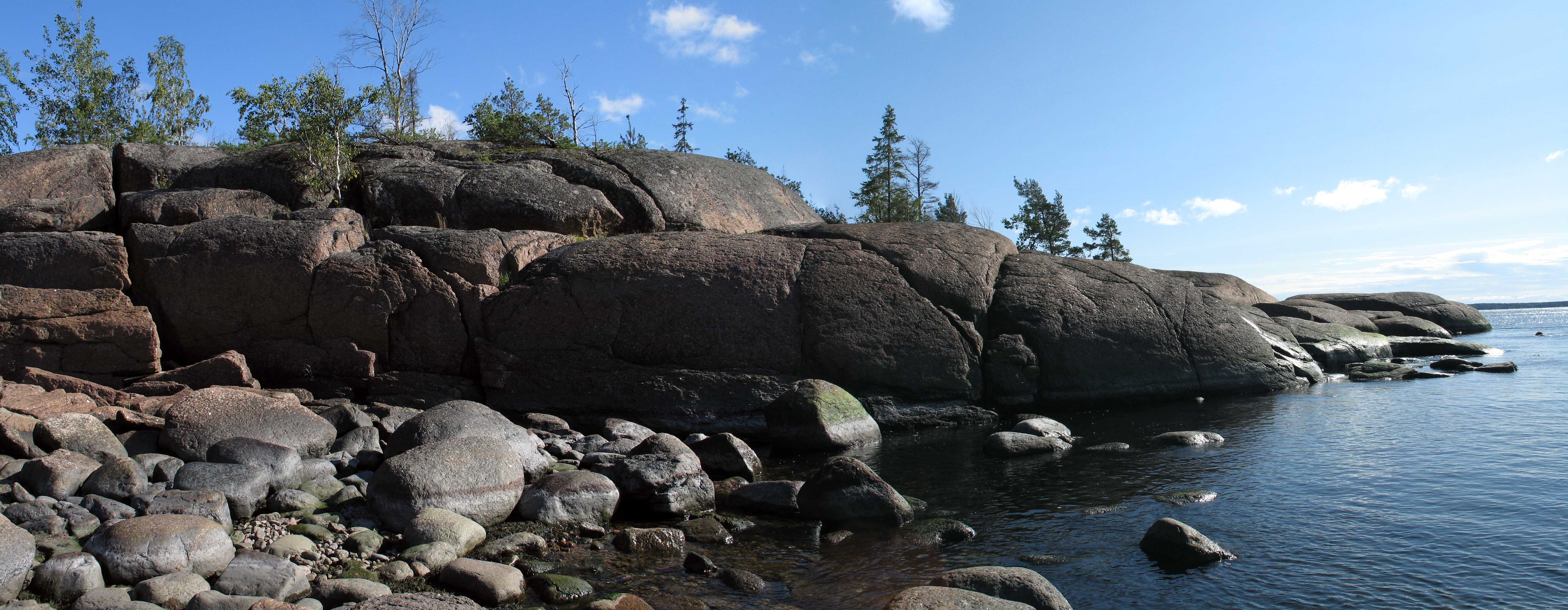
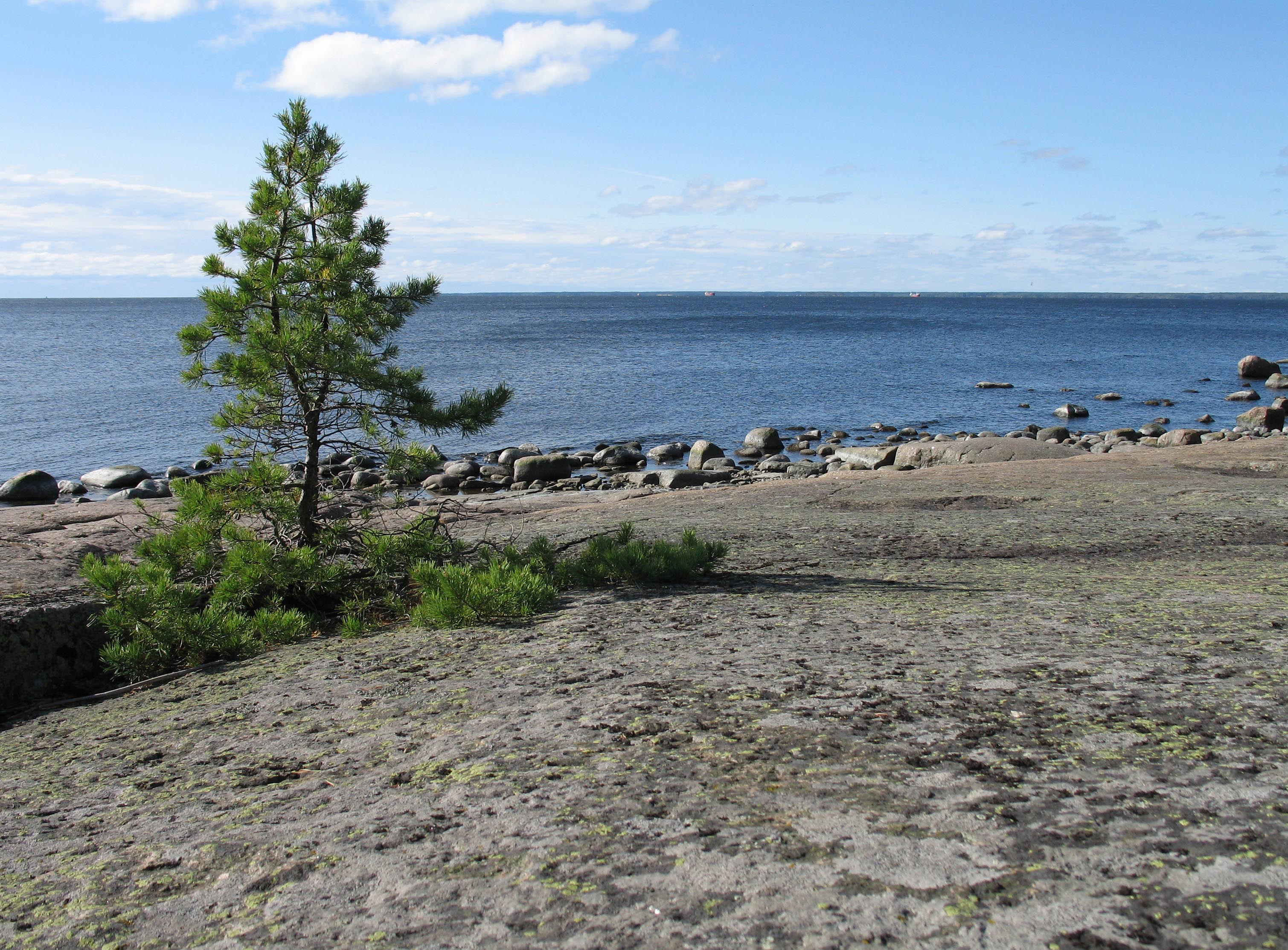

## История
В исторических источниках остров впервые упоминается в XVI веке. В июне 1790 года перед Выборгским морским сражением у Тейкарсаари стояла одна из эскадр шведского шхерного флота.
Тейкарсаари упоминается в разных вариантах написания в сохранившихся документах 16 века. До советско-финской войны 1939-1940 годов на острове было более 30 домов и проживало около 120 постоянных жителей. В Тейкари была школа, магазин и станция морской охраны. На острове было около 40 гектаров возделываемых полей. Жители Тейкари занимались рыболовством, животноводством и охотой. Жители также работали на погрузке пиломатериалов и на других работах в порту Уураа (фин. Uuras, ныне Высоцк). Жители острова размещали дачников, т.к. в то время у отдыхающих ещё не было принято строить себе дачи.
Советские войска заняли Тейкарсаари 3 марта 1940 года, и по условиям Московского мира он отошёл к СССР.
Позднее на острове располагалась застава 103-го погранотряда. Летом 1941 года финнам лишь после многократных попыток удалось захватить Тейкарсаари, на котором держали оборону четыре десятка пограничников лейтенанта В.Г. Девятых.
В 1944 году советским войскам была поставлена задача захватить остров, поскольку он занимал ключевую позицию в заливе. На острове находилось 600 финских солдат. Командовал высадкой капитан 1 ранга Н. Э. Фельдман. 30 июня в одиннадцатом часу вечера десант начал движение к Тейкарсаари. Суда достигли берега и высадили десантников. Финны открыли по ним артиллерийский огонь, к острову устремились катера противника с подкреплениями. В итоге первая попытка овладеть островом провалилась.

Утром 4 июля советское командование повторило попытку. При высадке у острова подорвались на минах два бронированных малых охотника. 

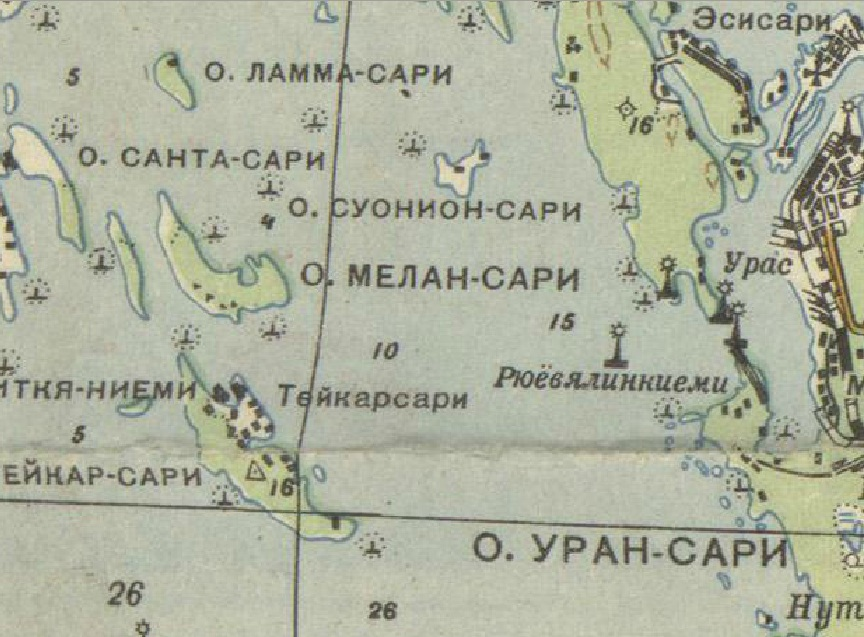
Тейкарсаари на оперативной карте 1941 г.

Бой шёл как на захваченном плацдарме, так и на воде — к острову пытались прорваться четыре канонерские лодки и шесть десантно-артиллерийских барж в охранении катеров. На следующий день на остров были переброшены ещё два стрелковых батальона с танками. В итоге противник не выдержал и оставил остров.
В 1948 году Тейкарсаари был переименован в остров Игривый. Ныне на острове установлен памятник, посвящённый событиям лета 1944 г.